# Impossible à marier
 (avril 2024).
Impossible à marier (coréen : 웨딩 임파서블, est une série télévisée sud-coréenne de 2024 mettant en vedette Jeon Jong-seo, Moon Sang-min, Kim Do-wan et Bae Yoon-kyung . Celle-ci est basée sur une webtoon éponyme écrite par Song Jung-won et illustrée par Lee Chung. Elle a été diffusée sur tvN du 26 février au 2 avril 2024, tous les lundis et mardis à 20h50 (KST). Elle est également disponible en streaming sur TVING en Corée du Sud, ainsi que sur Viki et Amazon Prime Video dans certaines régions,,.

## Synopsis
Les désirs contradictoires et le refus à une demande en mariage sont au centre de ce drame romantique. Lorsque le riche héritier Lee Do-han (Kim Do-wan) propose un mariage blanc à l'actrice relativement connue Na A-jeong (Jeon Jong-seo), celle-ci saute sur l'occasion malgré l'homosexualité de Do-han. La situation se complique lorsque le jeune frère ambitieux de Do-han, Lee Ji-han (Moon Sang-min), intervient pour contrecarrer leur plan, car il ne supporte pas d'être complice d'un mariage fictif.

## Distribution

### Rôles principaux
- Jeon Jong-seo dans le rôle de Na A-jeong[5]

Une actrice pleine de talent mais encore méconnue. Elle se voit proposer un faux mariage en tant qu'épouse de Lee Do-han et belle-fille d'un conglomérat.
- Moon Sang-min dans le rôle de Lee Ji-han [5]

Un magnat de troisième génération et dernier petit-fils du groupe LJ. Il mène une vie paisible et tranquille. Loyal, il a pour ambition de faire de son frère aîné l'héritier du conglomérat.
- Kim Do-wan dans le rôle de Lee Do-han[6]

Il est le frère aîné de Lee Ji-han. C'est un homme parfait au grand cœur, très compétent et famille qui le soutient, mais à cause d'un secret qu'il ne peut révéler sous aucun prétexte, il refuse d'être l'héritier de la du groupe LJ ou de se marier.
- Bae Yoon-kyung dans le rôle de Yoon Chae-won [6]

PDG de Taeyang Corporation. Elle est noble de par sa naissance mais aussi de par ses actes. C'est également quelqu'un que Ji-han considère comme sa future belle-sœur.

### Seconds rôles

#### La famille de Ji-han
- Kwon Hae-hyo dans le rôle de M. Hyun[7]

Le grand-père de Ji-han et Do-han, et président du groupe LJ.
- Park Ah-in dans le rôle de Choi Seung-ah[8]

La demi-soeur de Ji-han et directrice générale du grand magasin LJ.
- Hong In dans le rôle de Choi Min-woong [9]

Le demi-frère de Ji-han et directeur exécutif du LJ Hotel.
- Kim Ye-won dans le rôle d'Ahn Se-jin [9]

La femme de Min-woong.

#### La famille d'Ah-jeong
- Kim Soo-jin dans le rôle de Seo Dong-ok[10]

La mère d'Ah-jeong.
- Kim Kwang-kyu dans le rôle de Na Dae-sub[10]

Le père d'Ah-jeong.
- Moon Seung-yoo dans le rôle de Na Su-jeong[10]

La sœur cadette d'Ah-jeong.
- Kim Young-hoon dans le rôle de Cho Tae-min[10]

Le beau-frère d'Ah-jeong.
- Seo Woo-jin dans le rôle de Cho Ji-o[10]

Le neveu d'Ah-jeong.

#### Cercle d’Ah-jeong
- Song Sang-eun dans le rôle de Yang Ji-ae [10]

Le collègue d'Ah-jeong qui dirige un café en parallèle.
- Kang Na-eon dans le rôle de Yoo Jung-hee [10]

Collègue d'Ah-jeong et artiste en herbe.
- Joo Hyun-young dans le rôle de Hong Na-ri[11]

Ancienne camarade de classe et rivale d'Ah-jeong, aujourd'hui actrice à succès.

#### Cercle de Ji-han
- Min Jin-woong dans le rôle d'Eun Tak [12]

Le patron de Ji-han qui vit dans l'entreprise tout en cachant son identité.
- Jung Hee-tae dans le rôle de Kim Min-seop [10]

Secrétaire du président Hyun.
- Shin Mun-seong dans le rôle de Kang Ik-jun [13]

Un journaliste.
- Shin Young-beom dans le rôle de Chong Tae-hyon [10]

Une connaissance de Do-han.

### Apparitions spéciales
- Joo Hyun-young : Hong Na-ri (saison 1, épisode 1)
- Kang Hyung-seok dans le rôle de Kim Ho-tae (épisode 1)[14]
- Jung Kyung-ho dans le rôle du rendez-vous de Yoon Chae-won (épisode 4) [15]
- Han Soo-yeon dans le rôle de Su-hyeon, la mère de Ji-han[16]
- Lee Soo-hyuk [17]
- Kim Bum[17]
- Ryu Kyung-soo[17]

## Production
Le 11 avril 2023, l'équipe de production annonce que le tournage de la série avait été interrompu en raison du décès soudain de l'actrice Jung Chae-yul le jour même. Le 13 avril, un responsable confirme que le tournage reprend ce jour-là et que l'équipe de production a décidé après de longues délibérations, de trouver une remplaçante à l'actrice décédée.

## Audience
| Ep. | Date de diffusion originale | Part d'audience moyenne (Nielsen Korea) | Part d'audience moyenne (Nielsen Korea) |
| Ep. | Date de diffusion originale | Dans tout le pays                       | Seoul                                   |
| --- | --------------------------- | --------------------------------------- | --------------------------------------- |
| 1 | 26 février 2024             | 4.004% (1st)                            | 4.441% (1st)                            |
| 2 | 27 février 2024             | 4.066% (1st)                            | 4.651% (1st)                            |
| 3 | 4 mars 2024                 | 4.054% (1st)                            | 4.569% (1st)                            |
| 4 | 5 mars 2024                 | 3.986% (1st)                            | 3.914% (2nd)                            |
| 5 | 11 mars 2024                | 3.671% (1st)                            | 3.718% (1st)                            |
| 6 | 12 mars 2024                | 3.485% (1st)                            | 3.759% (1st)                            |
| 7 | 18 mars 2024                | 3.503% (1st)                            | 3.576% (1st)                            |
| 8 | 19 mars 2024                | 3.394% (2nd)                            | 3.629% (2nd)                            |
| 9 | 25 mars 2024                | 3.130% (1st)                            | 3.422% (1st)                            |
| 10 | 26 mars 2024                | 2.229% (1st)                            | 2.236% (2nd)                            |
| 11 | 1re avril 2024              | 2.800% (1st)                            | 3.093% (1st)                            |
| 12 | 2 avril 2024                | 3.666% (1st)                            | 4.184% (1st)                            |
| Average | Average                     | 3.499%                                  | 3.766%                                  |
| - Dans le tableau ci-dessus, les numéros bleus représentent les taux les plus basses et les numéroe rouges représentent les taux les plus élevées. - Cette série est diffusée sur une chaîne câblée/télévision payante qui a normalement une audience relativement plus petite que celle des chaînes de télévision/diffuseurs publics gratuits. (KBS, SBS, MBC, et EBS). |                             |                                         |                                         |